# Строшена чесма
Строшена чесма или чешма у Димитровграду, за коју је везана љубавна прича, налази се на тргу Ширинта - некадашњој пијаци за хришћански део насеља. Сам трг са венцем грађанских кућа из 19. века око њега по њој је и добио назив.
О изградњи чесме постоји легенда чији историјски контекст дају турски, немачки и дубровачки путописци, остављајући записе о турском односно Големом Цариброду и хришћанском, сточном или Мал Цариброду. То је крај 17. и почетак 18. века. У том периоду постојале су и друге чесме у царибродском крају. Оне су по правилу захвалнице и материјализовани докази турског адета да се на добро одговара добрим.
По легенди:
| „ | У Цариброду је живео млад и леп Турчин који се загледао у једну хришћанку док је захватала воду с извора, иза двомостовља на Нишави. Одлучио је да је засени својом добротом и да кладенац са којег је пила и точила воду претвори у раскошну чесму. Стигли су мајстори чак из Цариграда, постављене су цеви од добро печене и глеђосане бусненске керамике и контуре су се већ назирале, када је неко, изненада, почео да је руши. То је дуго трајало и заптије су ухватиле хришћане који су за то били одговорни. Међу њима су била и браћа девојке за коју је чесма грађена. Девојка је пошла за Турчина и прешла двомостовље на Нишави, а они су спашени сигурне смрти. | ” |

Турчин је тада проклео чесму да заувек остане недовршена, односно, „строшена” и тај назив се задржао до данашњег дана.